# Bibliotheca Botanica
Bibliotheca Botanica. Kassel (abreviado Biblioth. Bot.) es una revista ilustrada con descripciones botánicas que es editada en Alemania. Comenzó su publicación en el año 1886.